# Sidney (Colombie-Britannique)
Pour les articles homonymes, voir Sidney.
Sidney est une ville de l'île de Vancouver, en Colombie-Britannique, au Canada. L'une des 13 municipalités de la région métropolitaine de Victoria, sa population est d'environ 11 583 personnes. La ville est située juste à l'est de l'aéroport international de Victoria et à environ 6 km au sud du terminal de BC Ferries à Swartz Bay. C'est également le seul port d'escale canadien dans le système de traversiers de l'État de Washington, avec des traversiers reliant Sidney aux îles San Juan et à Anacortes.
Le détroit de Haro, peuplé d'îlots, fait partie de la mer des Salish et forme la limite est de Sidney. Il existe une importante industrie de la navigation de plaisance et de la marine dans la région, allant des marinas aux constructeurs de bateaux et aux fournisseurs de navires.
Sidney est une cité du livre ; on y trouve 12 librairies.

## Démographie
| 2001   | 2006   | 2011   | 2016   |
| ------ | ------ | ------ | ------ |
| 10 929 | 11 315 | 11 178 | 11 672 |